# Führer-Grenadier-Division
Die Führer-Grenadier-Division war ein Großverband der Wehrmacht, der in der Spätphase des Zweiten Weltkriegs aus der Führer-Grenadier-Brigade gebildet wurde.

## Geschichte

### Führer-Grenadier-Brigade
Die Ursprünge der Division gehen auf die Führer-Grenadier-Brigade zurück, die im Sommer 1944 aus dem Kader der Ersatzbrigade der Division Großdeutschland gebildet wurde. Als erster Name wurde noch die Bezeichnung Kampfgruppe Führer-Grenadier-Brigade geführt. Der 4. Armee unterstellt wurde sie erstmals Mitte Oktober während der Gumbinnen-Goldaper Operation in Ostpreußen eingesetzt. Bis zum November wurde sie vor allem bei Gegenoperationen und Abwehrkämpfen gegen die Rote Armee im Gebiet von Goldap und Gumbinnen verwendet. Anschließend wurde die Kampfgruppe bei Guben erneut mit Soldaten der Division Großdeutschland aufgefrischt und u. a. mit Sturmgeschützen ausgerüstet und zur Brigade erklärt. Ab diesem Zeitpunkt wurde auch die offizielle Bezeichnung Führer-Grenadier-Brigade geführt. Mit dem Aufbau des Panzerkorps „Großdeutschland“ im September 1944 wurde die Brigade formell dazugerechnet. Im Dezember kam die Brigade, gemeinsam mit der Führer-Begleit-Brigade, in die Eifel, um als Teil der Heeresgruppe B an der bevorstehenden Ardennenoffensive teilzunehmen. Mitte Dezember war sie bei Vianden und Martelingen in Kämpfe mit der 3. US-Armee verwickelt. Nach dem Scheitern der Offensive wurde die Brigade bis zum Januar 1945 von den Amerikanern in den Raum Wiltz zurückgedrängt.

### Führer-Grenadier-Division
Am 26. Januar 1945 wurde die vorherige Brigade abermals bei Cottbus für den Wehrkreis III verstärkt und in die Führer-Grenadier-Division umgewandelt. Zur Ausrüstung der Einheiten gehörten nun auch Panther-Panzer. Anfänglich war die Division der 7. Armee unterstellt, später dem X. SS-Armeekorps der 11. Armee. Im Februar war sie in Pommern als Teil des X. SS-Armeekorps an der Operation Sonnenwende beteiligt, die bereits nach wenigen Tagen scheiterte. Im Zuge des weiteren Vormarsches der Roten Armee wurde die Führer-Grenadier-Division zum Rückzug in Richtung Süden gebracht. Im März 1945 kämpfte die Division im XXXIX. Panzerkorps in der Gegend von Lauban, welches später in der 6. Panzer-Armee an der Plattenseeoffensive teilnahm. Noch im April 1945 wurde sie der Heeresgruppe Süd unterstellt und im Verband des II. SS-Panzerkorps zur Verteidigung Wiens herangezogen. Am 8. April wurde die Division aus der Stadt auf das nördliche Ufer der Donau zurückgezogen und verteidigte kurz Stellungen von Eßling über Raasdorf bis Großengersdorf.
Nach dem Ende der Schlacht um Wien zogen sich die restlichen Teile der Division über Zwettl in den Norden Österreichs zurück. Bei Kriegsende im Mai ergaben sie sich bei Linz US-Truppen, die sie wenig später an die Rote Armee übergaben.

## Kommandeure
- Oberst Hans-Joachim Kahler – Juli 1944 bis Januar 1945
- Oberst/Generalmajor Hellmuth Mäder – Januar 1945 bis Mai 1945
- Generalmajor Erich von Haßenstein (Stellvertreter) – Februar 1945 bis Mai 1945

## Gliederung
- Panzer-Grenadier-Regiment 99
- Panzer-Regiment 101
- Heeres-Sturm-Artillerie-Brigade 911
- Panzer-Aufklärungs-Kompanie 101
- Panzer-Artillerie-Regiment 124
- Panzer-Pionier-Bataillon 124
- Panzer-Feldersatz-Bataillon 124
- Panzer-Nachrichten-Abteilung 124
- Panzer-Divisions-Nachschubtruppen 124